# Montigny-sur-l’Hallue
Montigny-sur-l’Hallue (picardisch: Montignin-su-l’Hallue) ist eine nordfranzösische Gemeinde mit 185 Einwohnern (Stand 1. Januar 2022) im Département Somme in der Region Hauts-de-France. Die Gemeinde liegt im Kanton Corbie.

## Geographie
Die Gemeinde, die im Osten durch den Fluss Hallue begrenzt wird, liegt rund zwölf Kilometer nordwestlich von Amiens. Die Entfernung nach Albert beträgt rund 17,5 Kilometer. Das Gemeindegebiet erstreckt sich von der Hallue rund drei Kilometer nach Westen.

## Geschichte
Funde lassen auf Besiedlung schon in gallo-römischer Zeit schließen. 
Die Grundmauern des Feudalschlosses waren noch bis 1830 sichtbar. 
Im Dezember 1870 fand in der Umgebung die Schlacht an der Hallue statt.

## Einwohner
| 1962 | 1968 | 1975 | 1982 | 1990 | 1999 | 2006 | 2010 |
| ---- | ---- | ---- | ---- | ---- | ---- | ---- | ---- |
| 65   | 67   | 92   | 171  | 174  | 197  | 209  | 215  |

## Verwaltung
Bürgermeister (maire) ist seit 2008 Marie-Cécile Yvon.

## Sehenswürdigkeiten
- Die aus dem 13. und 14. Jahrhundert stammenden Kirche Mariä Geburt (Nativité de Notre-Dame) wurde im 19. Jahrhundert umfassend umgebaut.